# Clovis Kamzong
Clovis Kamzong Abessolo (9 d'octubre de 1991) és un ciclista camerunès. En el seu palmarès destaquen el Tour del Camerun de 2015, 2021 i 2024 i el Gran Premi Chantal Biya de 2017.

## Palmarès
- 2014
  - Vencedor d'una etapa del Tour del Camerun
  - Vencedor d'una etapa del Gran Premi Chantal Biya
- 2015
  - 1r al Tour del Camerun i vencedor de 2 etapes
  - Vencedor d'una etapa del Gran Premi Chantal Biya
- 2016
  - Vencedor d'una etapa del Tour del Camerun
- 2017
  - 1r al Gran Premi Chantal Biya i vencedor d'una etapa
- 2018
  - Vencedor d'una etapa del Tour del Camerun
  - Vencedor d'una etapa del Gran Premi Chantal Biya
- 2019
  - Vencedor de 2 etapes del Tour del Camerun
  - Vencedor d'una etapa del Tour de la Costa d'Ivori
- 2020
  - Vencedor d'una etapa a la Tropicale Amissa Bongo
- 2021
  -  Campió del Camerun en ruta
  - 1r al Tour del Camerun
- 2024
  - 1r al Tour del Camerun i vencedor de 2 etapes